# Hereditäres Zinkmangelsyndrom
Ein hereditäres Zinkmangelsyndrom ist eine  seltene angeborene Erkrankung mit Störung der Zink-Aufnahme aufgrund von ungenügender Resorption im Darm. Hauptmerkmale sind  Hautveränderungen, Diarrhoe und Alopezie.
Synonyme sind: Angeborener Zinkmangel; Zink-Mangel, hereditärer; Zinkmangel-Syndrom, hereditäres; Acrodermatitis enteropathica; Acrodermatitis enteropathica, Zink-Mangel Typ ; AEZ; Brandt Syndrom; Dankbolt-Syndrom; Danbolt-Closs-Syndrom
Die Namensbezeichnungen beziehen sich auf den Autor der Erstbeschreibung aus dem Jahre 1936 durch den schwedischen Hautarzt Thore Edvard Brandt und auf die norwegischen Ärzten Karl Philipp Closs und Niels Christian Gauslaa Danbolt, die 1942 den Begriff „Acrodermatitis enteropathica“ prägten.

## Vorkommen
Die Häufigkeit wird mit einem bis neun Fällen auf eine Million Menschen angegeben.  Die Erkrankung kommt im Nordwesten Tunesiens häufiger vor. Die Vererbung erfolgt autosomal-rezessiv.

## Ursache
Zugrunde liegt eine Mutation des SLC39A4-Gens auf dem Chromosom 8 Genort q24.3, welches für die Biosynthese des Zinktransportproteins ZIP4 kodiert. Die Mutation führt zum Zink-Mangel durch Malabsorption.

## Klinische Erscheinungen
Die Erkrankung äußert sich wie bei erworbenem Zinkmangel durch Hautveränderungen (Dermatitis) um Körperöffnungen sowie an den Fingern und Füßen (Akren), mit Nagelbettentzündungen (Paronychie), durch Haarausfall und Durchfall.
- Beginn bereits wenige Monate nach der Geburt mit dem Abstillen
- scharf begrenzte ausgedehnte Erytheme, konfluierend, bläschen- und pustelnbildend
- bevorzugt um Mund, Anus und Geschlechtsorgane herum sowie an den Akren (Hand, Fuß, Ellbogen und Kniegelenk)
- diffuse Alopezie am Kopf, der Augenbrauen und Wimpern
- chronische Paronychie, Nageldystrophie und Beau-Linien
- wiederholte Diarrhoe, eventuell Wachstumsstörung
- wiederkehrende Infektionen mit Candida

Hinzu können Wundheilungsstörungen, Photophobie, Geschmacksstörungen oder psychische Auffälligkeiten kommen.

## Diagnose
Die Kombination von Durchfällen mit akraler Dermatitis gilt bereits als wegweisend. In der Blutuntersuchung lassen sich eine Hypokalzämie, niedrige Plasmaspiegel von Zink und verminderte Aktivität der Alkalischen Phosphatase nachweisen.

## Differentialdiagnostik
Abzugrenzen sind:
- Hauterkrankungen wie Impetigo contagiosa, Candidose, Psoriasis
- Sichelzellkrankheit
- Glucagonom
- erworbener Zinkmangel wie chronische Leber- und Nierenerkrankungen, Mangelernährung, chronische Darmentzündungen wie  Morbus Crohn, AIDS oder Verbrennungskrankheit

## Therapie
Ohne lebenslange Zinksubstitution können die betroffenen Kinder nicht überleben. Mit kontinuierlicher, dem Bedarf während des Wachstums und eventueller Schwangerschaft angepasster Gabe von Zinksulfat ist die Prognose gut.